# Kajus Köster
Kajus Köster (* 18. Mai 1911 in Heidelberg; † 6. März 1976 in Königswinter), geboren als Kai Köster, war ein deutscher Diplomat während der Zeit des Nationalsozialismus und in der Nachkriegszeit.

## Leben
Kai Köster war der älteste Sohn des SPD-Politikers Adolf Köster und dessen Ehefrau Käthe, geborene Mahr.
Die Eltern ermöglichten ihm und seinem jüngeren Bruder den Besuch des 1925 gegründeten reformpädagogischen Landerziehungsheims „Schule am Meer“ von Martin Luserke auf der Nordseeinsel Juist. Dort wurde er von seinen Schulkameraden Kajus (= „der Frohe“, ursprünglich römischer Beiname „Caietanus“) genannt. Den Spitznamen behielt er als Vornamen bei. Nach der Reifeprüfung nahm Kajus Köster ein Studium der Rechtswissenschaften an der Ruprecht-Karls-Universität in Heidelberg auf. Dort freundete er sich mit Golo Mann an, Sohn von Thomas Mann. Beide waren Mitglieder der Sozialistischen Studentengruppe Heidelberg. Kurz nach Weihnachten 1931 nahm Golo Kajus mit nach München, so dass dieser auch die übrigen Mitglieder der Familie Mann kennenlernte.
Am 1. November 1938 beantragte er die Aufnahme in die NSDAP und wurde zum 1. Juni 1939 aufgenommen (Mitgliedsnummer 7.054.111).
Im Jahr 1940 heiratete er Maria-Elisabeth von Mutius (1910–2006), mit der er vier (gemäß anderen Quellen: fünf) Kinder hatte.
Köster trat 1940 in den Diplomatischen Dienst des von Joachim von Ribbentrop geführten Auswärtigen Amtes ein. Dort war er unter dem späteren Bundeskanzler Kurt Georg Kiesinger in der „Rundfunkpolitischen Abteilung“ beschäftigt, wo er schließlich in der Abteilung „Allgemeine Propaganda“ bis zum persönlichen Referenten des Abteilungsleiters und SS-Oberführers Gerhard Rühle aufstieg.
Er war dort bis zum Ende des Zweiten Weltkrieges 1945 tätig. Über seine Entnazifizierung ist nichts bekannt.
Er war beim Nordwestdeutschen Rundfunk (NWDR) tätig, wurde jedoch bereits 1946 Leiter des Presseamtes des Senats der Freien und Hansestadt Hamburg. Nach einer Tätigkeit als Ministerialrat beim Deutschen Sekretariat des Zonenbeirats der britischen Besatzungszone zwischen 1947 und 1949 (als Sekretär der Abteilung I Allgemeine (Personal- und Finanz-)Verwaltung; Kontakte zu den Alliierten Verbindungsstellen und der Außenstelle des Büros der Ministerpräsidenten in Bad Godesberg) war er 1949 kurzzeitig Generalsekretär des Parlamentarischen Rates und 1950 zeitweilig Mitarbeiter des Presse- und Informationsamtes der Bundesregierung (BPA).
1950 kehrte er in den Diplomatischen Dienst zurück und war zuerst Mitarbeiter in der Zentrale des Auswärtigen Amtes (AA) in Bonn, ehe er 1953 an der Botschaft in Paris Verwendung fand. Nach einer Tätigkeit als Generalkonsul in Rotterdam von 1956 bis 1960 wurde er Nachfolger von Paulus von Stolzmann als Generalkonsul in La Paz, Bolivien. 1963 wurde er in den einstweiligen Ruhestand versetzt und durch Karl Günther Motz ersetzt. 1966 übernahm er das Amt des Botschafters in Panama und verblieb auf diesem Posten bis zu seinem Eintritt in den Ruhestand 1970.
Kajus Köster soll zusammen mit anderen bereits im Dritten Reich tätigen AA-Mitarbeitern den harten Kern einer Seilschaft gebildet haben, die unter anderem den ehemaligen AA-Mitarbeiter Bundeskanzler Kurt Georg Kiesinger bei Kritik an dessen NS-Vergangenheit stützte.

## Werke
- Glaube an den Sieg des Rechts, In: Dieter Oberndörfer: Begegnungen mit Kurt Georg Kiesinger. Festgabe zum 80. Geburtstag. Kapitel: Die Zeit der Diktatur. Deutsche Verlagsanstalt. Stuttgart 1984. ISBN 978-3-421-06193-5, S. 109–110

## Trivia
Köster sprach am 8. August 1945 anlässlich der Kapitulation Japans den ersten politischen Rundfunkkommentar nach dem Krieg bei Radio Hamburg: Deutschland und der Weltfrieden.